# امیلیانو لاندولینا
امیلیانو لاندولینا (انگلیسی: Emiliano Landolina؛ زادهٔ ۲۳ ژوئیهٔ ۱۹۸۶) بازیکن فوتبال اهل ایتالیا است.
از باشگاه‌هایی که در آن بازی کرده‌است می‌توان به باشگاه فوتبال کیه‌وو ورونا و باشگاه فوتبال آ.اس. رم اشاره کرد.